# Royal Enfield

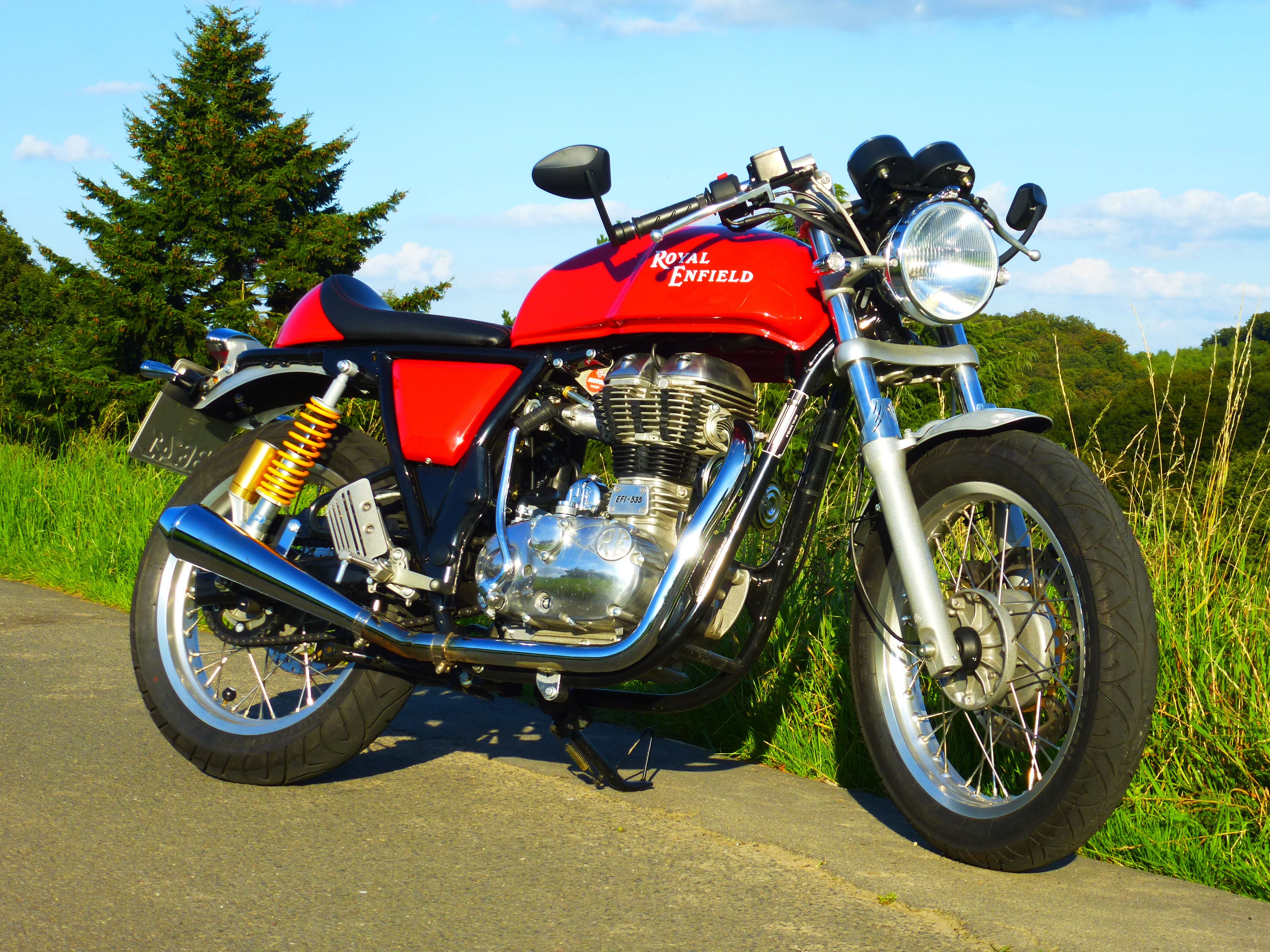
Royal Enfield Continental GT 535

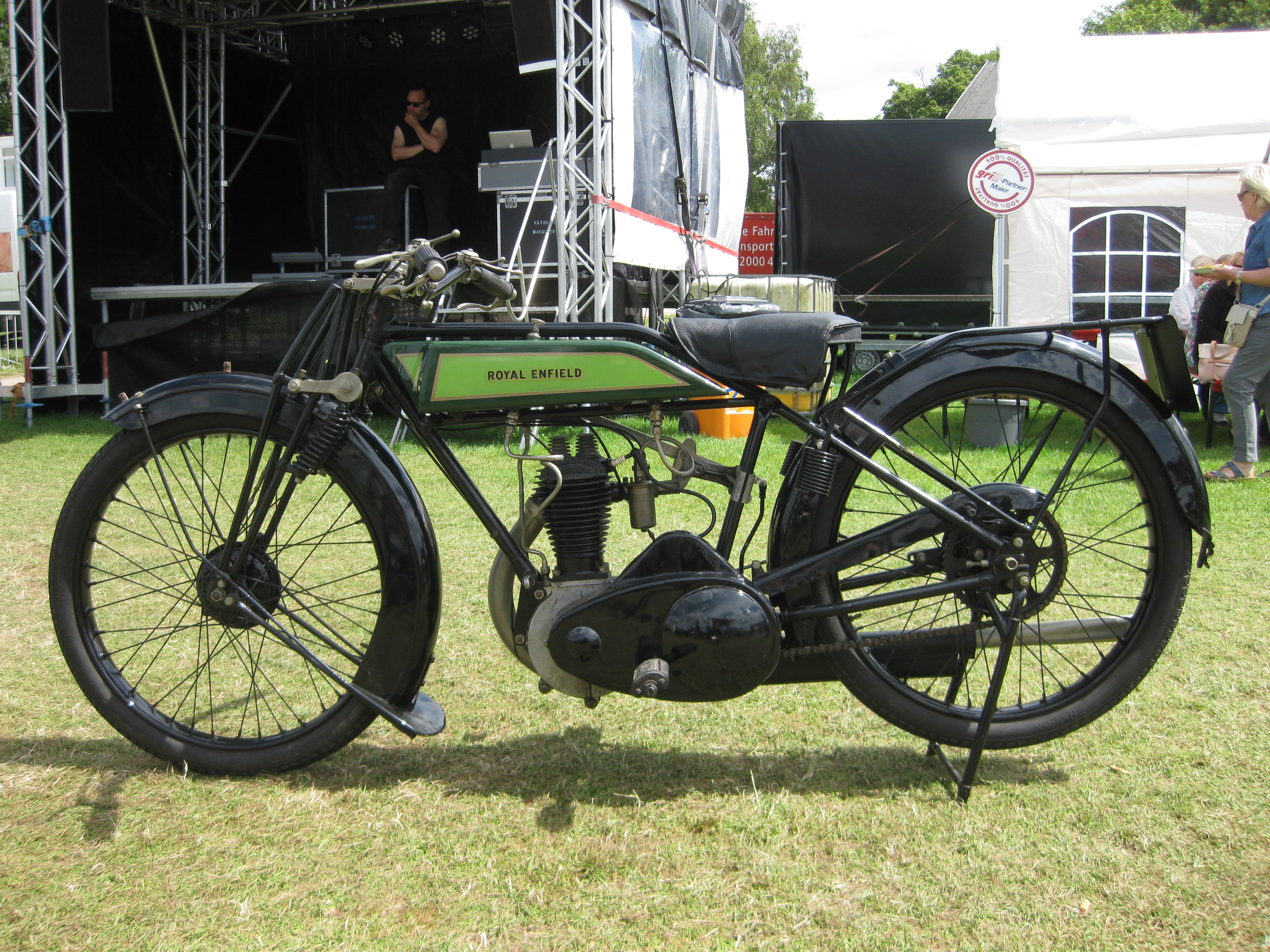
Royal Enfield

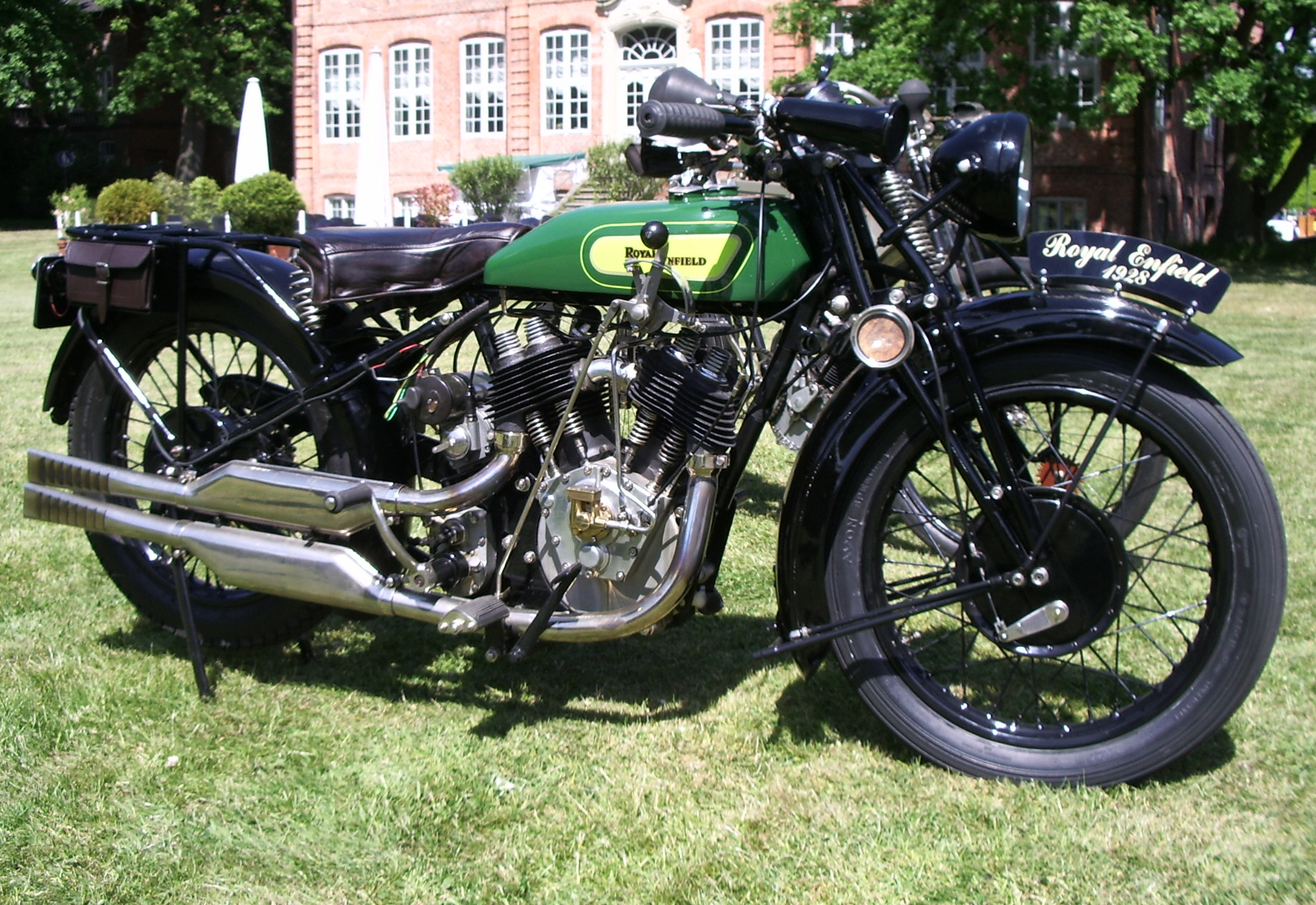
Royal Enfield von 1928

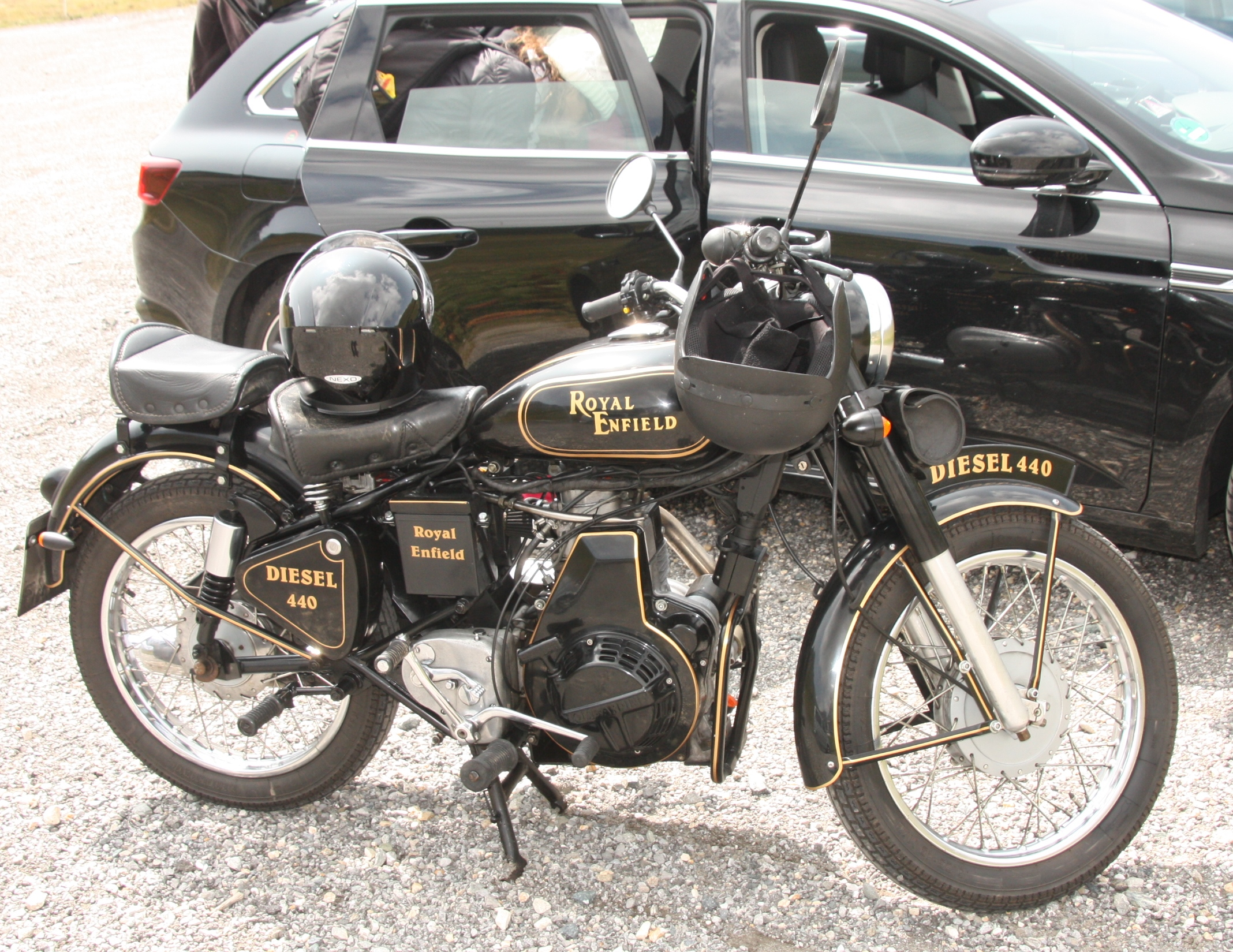
Dieselmotorrad Royal Enfield Diesel 440 an der Großglockner-Hochalpenstraße

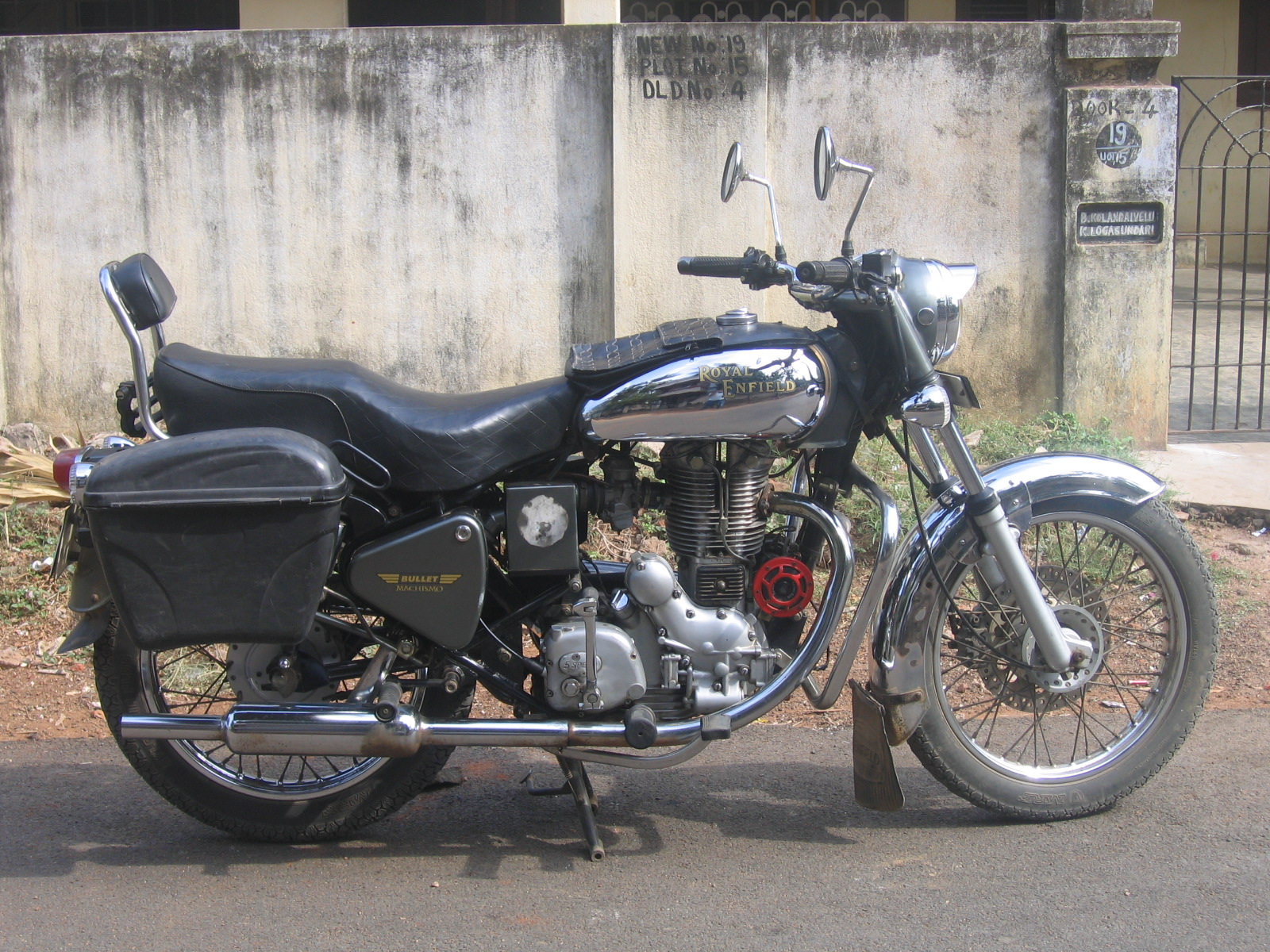
Royal Enfield aus indischer Produktion 2006

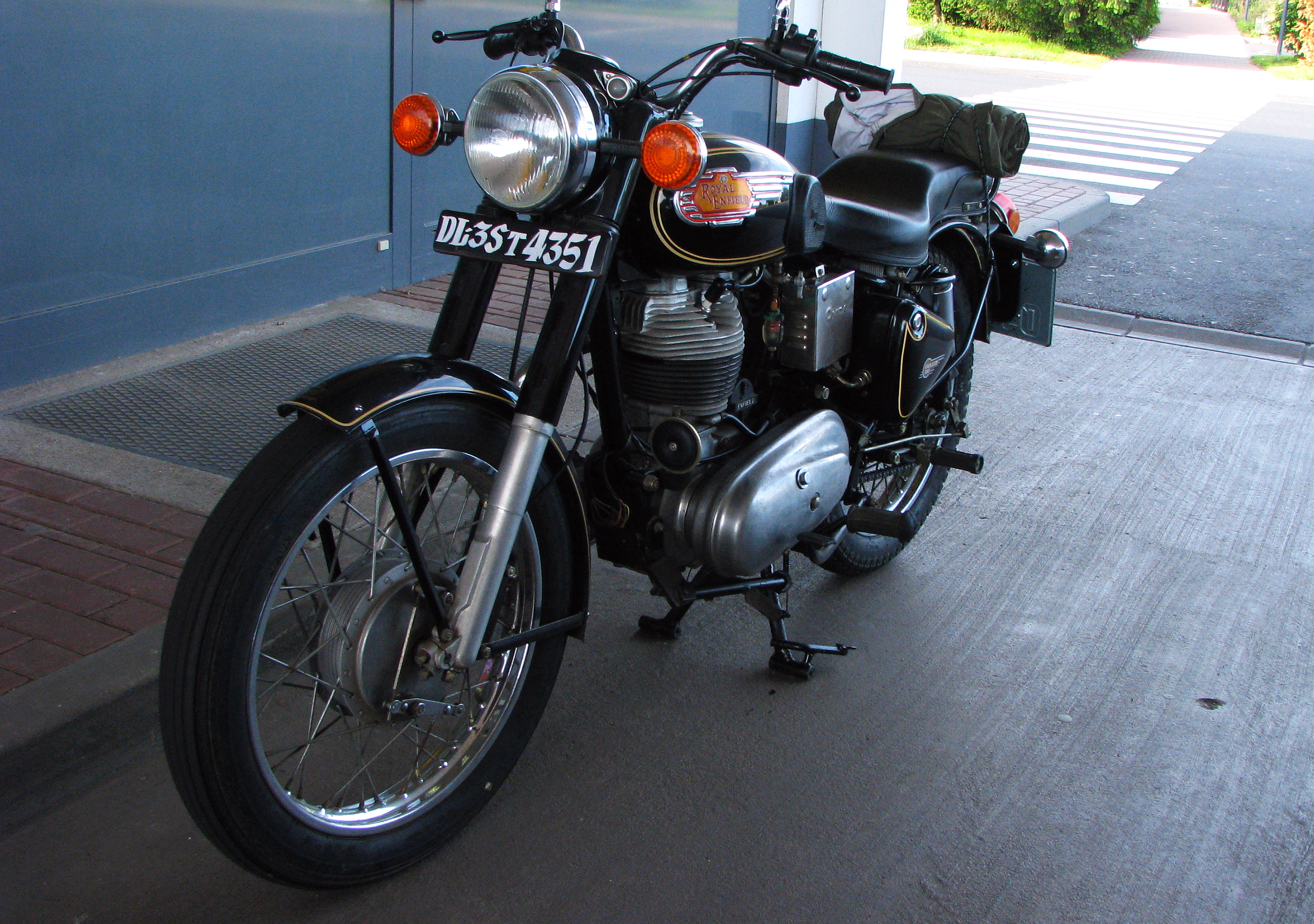
Bullet 350 mit Kennzeichen aus Delhi, Indien

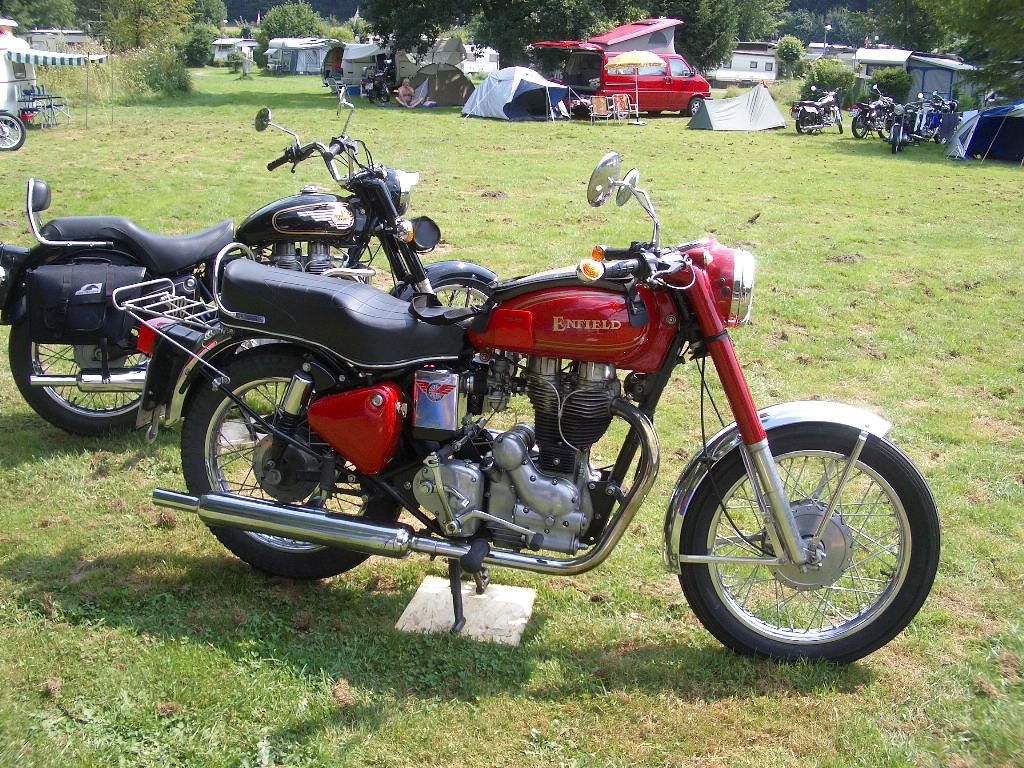
Enfield 350 und 500

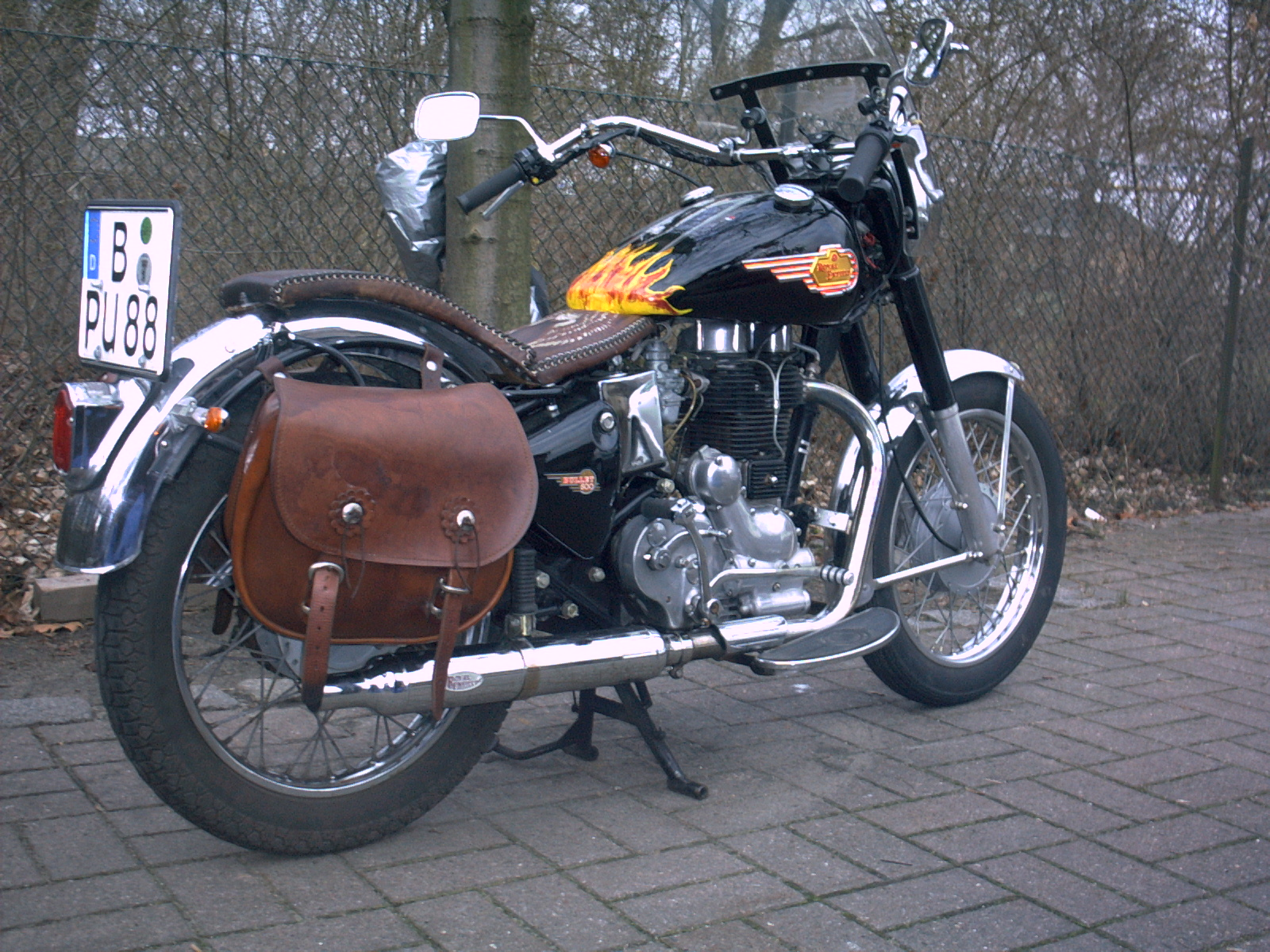
Royal Enfield (2001)

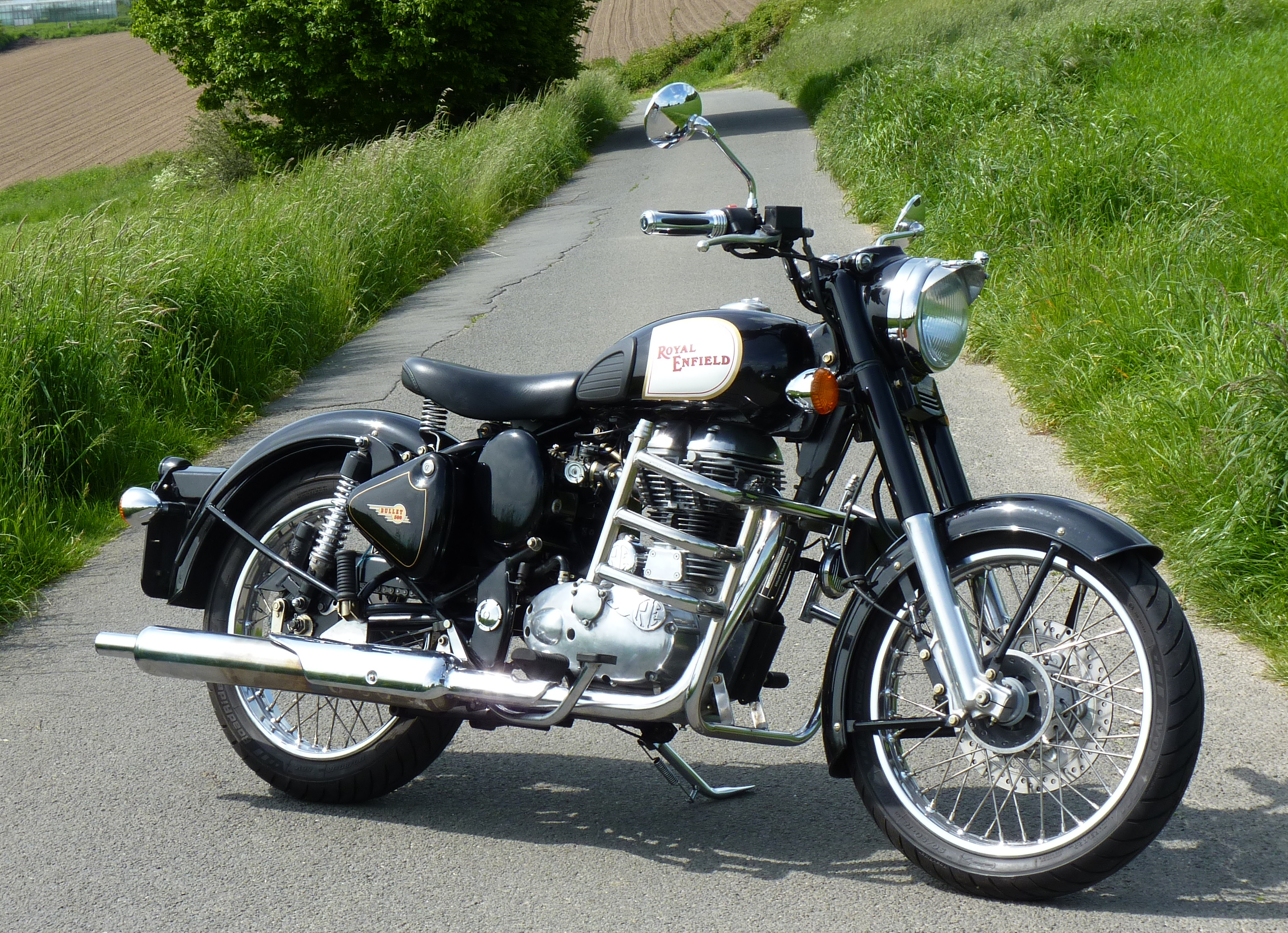
Royal Enfield 500 Classic EFI

Royal Enfield ist ein indischer Motorradhersteller und zugleich die älteste noch produzierte Motorradmarke der Welt. Das 1955 in seiner heutigen Form gebildete Unternehmen ist aus dem gleichnamigen britischen Motorradhersteller hervorgegangen, der auch Automobile und Gewehre produzierte. Seit 1994 gehört das Unternehmen als Tochtergesellschaft zum indischen Konzern Eicher.
Zum 1. Januar 2025 waren in Deutschland 19.754 Royal-Enfield-Krafträder zum Straßenverkehr zugelassen, was einem Anteil von 0,4 Prozent entspricht.

## Motorradproduktion
- 1896 erste Fertigung von Präzisionsteilen für Fahrräder und Waffen. Der Slogan „made like a gun“ gründete sich auf diese Zeit und sollte für Qualität stehen.
- 1901 wurde das erste Motorrad gefertigt.
- 1902 Einführung eines V2 mit 300 cm³ und später 350 cm³.
- 1912 Einführung eines 770-cm³-V-Twin.
- 1914 Einführung eines 225-cm³-Zweitakters. Nach dem Ersten Weltkrieg fertigte man lediglich Zweitakter, bis 1921 der 976 cm³-V-Twin diese ersetzte.
- 1924 bis 1928 Einführung der Einzylinder-350er sowie der kopfgesteuerten 500-cm³-Einzylinder.
- 1930 Einführung der 500-cm³-Vierventiler.
- 1933 Erstmals Export des Modells K mit 1140 cm³ ins Ausland.
- 1933 Produktionsbeginn der „Bullet“ (Projektil) mit 250 und 350 cm³.
- 1935 bis 1939 wurde auf der Basis des 225-cm³-Motorrads ein Transportdreirad mit einer Nutzlast von 3 cwt (150 kg) gebaut.[2]
- 1939 erschien ein Motorrad mit 125-cm³-Zweitaktmotor. Es kam ab 1943 im Zweiten Weltkrieg unter dem Namen „Flying Flea“ im Luftlandeeinsatz zu Bekanntheit. Nach dem Krieg wurden die Zweitakter und die beiden Bullet-Versionen weiter gefertigt.
- 1953 bis 1960 wurden diverse in die USA exportierte Modelle von der „Indian Sales Corporation“ unter dem Markennamen Indian vermarktet.
- 1955 Aufbau der Produktion für die Bullet in Madras. In England wurden weiter Parallel-Twins gefertigt, zum Beispiel die 500er-Twin von 1949 bis 1963, dann die 700 Meteor von 1952 bis 1962. Die Crusader, gebaut von 1956 bis 1966 hatte einen Einzylindermotor mit 250 cm³. Die Krönung war die Interceptor mit 750 cm³, ein Paralleltwin mit 52,5 hp[3] (39 kW).
- 1970 endete mit der Interceptor die Produktion in England. In Indien erfreut sich die Bullet 350 steigender Beliebtheit. In den Export gingen die 500er-Typen.
- 1984 übernahm Royal Enfield India die Rechte und Namen von Zündapp und fertigte die Mofas/Mopeds CS-25/CS-50 bis in die 90er-Jahre in Madras.
- 1994 übernahm der Fahrzeughersteller Eicher Goodearth Ltd., ursprünglich ein Joint-Venture des indischen Importeurs Goodearth mit dem inzwischen erloschenen deutschen Traktorenhersteller Gebr. Eicher, Enfield India und nannte diese um in Royal Enfield Motors Limited.
- 1999 gingen die Namensrechte an „Royal Enfield“ nach Indien, so dass die Motorräder nun nicht mehr offiziell Enfield India genannt werden mussten, sondern wieder „Royal Enfield“ heißen durften. Von den Bullet wurden jährlich ca. 35.000 Stück produziert.
- 2000 wurde eine neue Fabrik eröffnet, die Fertigungsqualität gesteigert und in Indien eine neue Variante der 350er vorgestellt.
- 2005 wurde die neue linksgeschaltete Bullet Elektra 500 in Großbritannien eingeführt.
- 2006 setzte die Einführung neuer Abgasvorschriften (EURO 3) für neu zugelassene Motorräder vorerst der Geschichte der Bullet in Europa ein absehbares Ende. Sowohl für die Ottomotoren aus Indien als auch für die meisten Kleinserien-Umbauten auf Dieselmotor galt eine Schonfrist für Kleinserien. Da in Europa jährlich weniger als 5.000 Einheiten importiert wurden, konnte die Enfield bis 31. Dezember 2007 mit entsprechender Herstellerbescheinigung ohne Probleme zugelassen werden. Eine endgültige Möglichkeit der Zulassung bis 31. Dezember 2008 wurde durch eine erneute und allerletzte Ausnahmeregelung ermöglicht. Auch der Dieselmotorrad-Kleinserienhersteller Fa. Sommer war weiterhin auf dem Markt, durfte aber aus Zulassungsgründen nicht mehr mit dem Herstellernamen „Royal Enfield“ vermarkten.
- 2008 erfüllten die neuen Modelle mit dem neuen Motor mit Saugrohreinspritzung (Electronic Fuel Injektion, EFI) auch die Anforderungen der EURO-3-Abgasnorm. Der Motor wurde zunächst in den Modellen Royal Enfield Bullet 500 Classic EFI und Royal Enfield Bullet 500 Electra EFI verwendet.
- 2011 kam die Royal Enfield Bullet 500 Standard EFI auf den Markt. Die Bullet 500 Classic EFI war nun auch in der Version Military erhältlich.
- 2012 wurde die „Continental GT“ (535 cm³) im Stil eines Cafe Racers der 1960er-Jahre in Deutschland auf der Messe Intermot vorgestellt.
- 2016 wurde die „Himalayan“ auf der EICMA 2016 in Mailand für Europa präsentiert.
- 2017 kündigte man einen 650er-Zweizylinder an, der in England entwickelt wurde.
- 2018 kamen die Modelle Interceptor 650 und Continental GT 650 auf den Markt.
- 2021 wird im Frühjahr das Modell Meteor 350 mit einem komplett neuentwickelten 349 cm³-Motor in Europa eingeführt
- 2021 wird im Herbst die Classic 350 reborn vorgestellt. Sie ersetzt die alte Bullet[4]
- 2022 wird auf der Intermot in Köln die Hunter 350 – ein Roadster für Fahranfänger – vorgestellt.[5]

Die bis heute in Indien produzierte Bullet 500 – ein klassischer Langhuber mit 16 bis 18 kW (22 bis 25 PS) – ist inzwischen eines der meistgebauten Motorräder der Welt.
Weitere Berühmtheit erlangte das Unternehmen dadurch, dass die Bullet mit einem Dieselmotor als eines der wenigen Diesel-Serien-Motorräder angeboten wurde. Die getrennten Gehäuse von Motor und Getriebe – die bis in die 1960er-Jahre im Motorradbau generell üblich waren – machen die Bullet zur idealen Basis für diese Konstruktionen, die das originale Getriebe mit einem nachträglich eingebauten Dieselmotor kombinierten. Zum Beispiel gab es das von Royal Enfield selbst hergestellte, inzwischen aber längst eingestellte Diesel-Modell Taurus 325. Als technisch am weitesten entwickelt werden die späteren Modelle der Firmen Beckedorf, Sommer Motorradtechnik und Vahrenkamp angesehen. Bisher wurden die mit einem Lombardini-Diesel ausgestattete Beckedorf ca. 150-mal und die Hatz-Sommer-Diesel bzw. Vahrenkamp-Diesel ca. 310-mal hergestellt. Beide Motoren entwickeln ca. 11 PS (8 kW) und verleihen den Motorrädern eine Endgeschwindigkeit von 110 km/h.

## Aktuelle Modelle
Alle aktuellen Modelle sind mit einem Viertaktmotor ausgestattet.
- Himalayan (411 cm³ (2018–2023), 450 cm³ (ab 2023) Reiseenduro)
- Interceptor (Roadster) und Continental GT (Café Racer) (beide Modelle 648 cm³, seit 2018)
- Meteor 350 (349 cm³, Cruiser, seit Frühjahr 2021)
- Classic reborn 350 (349 cm³, Cruiser, seit Herbst 2021). Die Markteinführung erfolgte online und erreichte für die online-Teilnehmerzahl einen Eintrag ins Guinness-Buch der Rekorde[7][8]
- Hunter 350 (349 cm³, Roadster, seit Ende 2022)
- Super Meteor 650 (648 cm³, Cruiser, seit Frühjahr 2023)

## Automobilproduktion

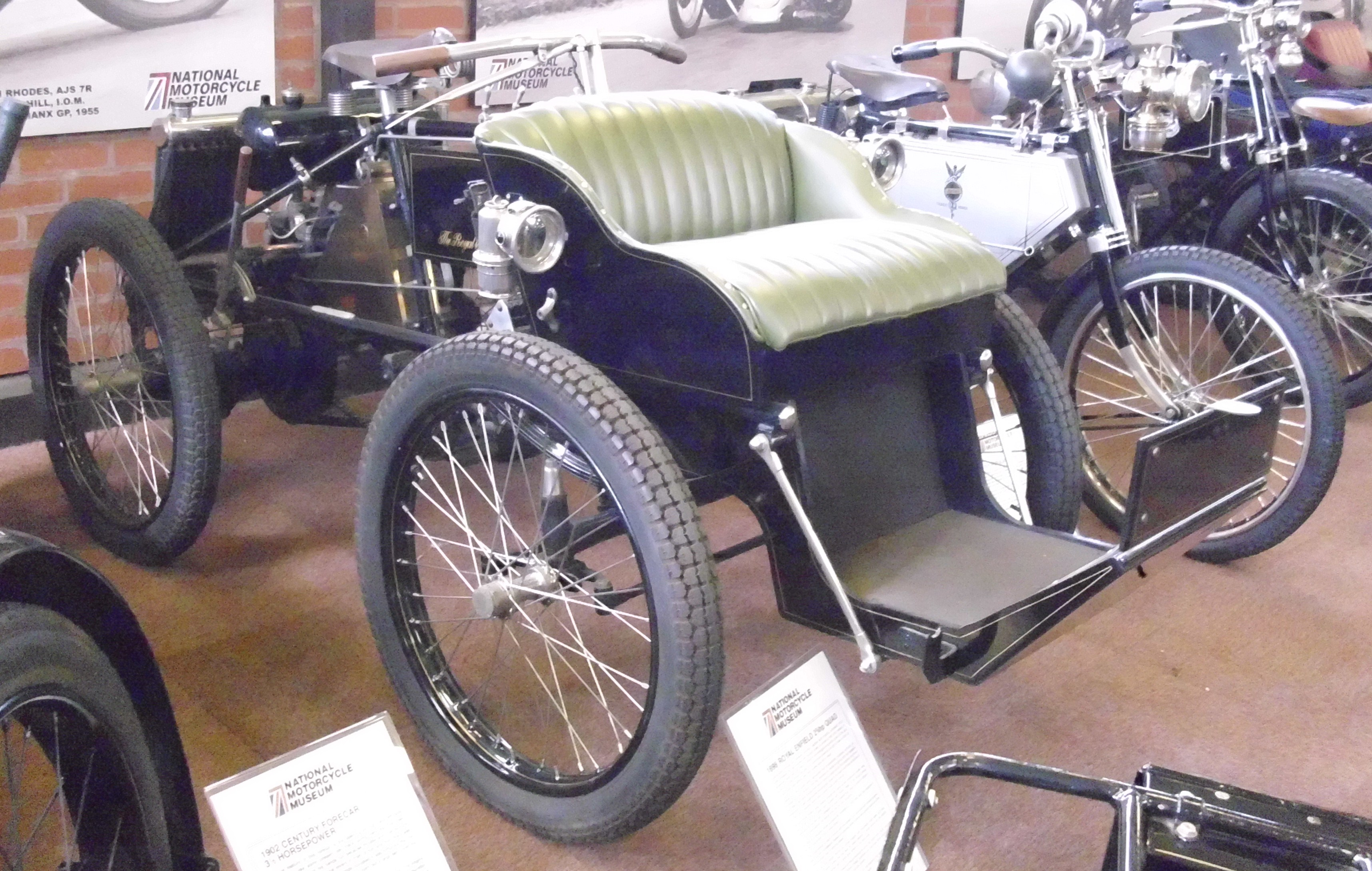
Royal Enfield 2 ¾ HP Quad

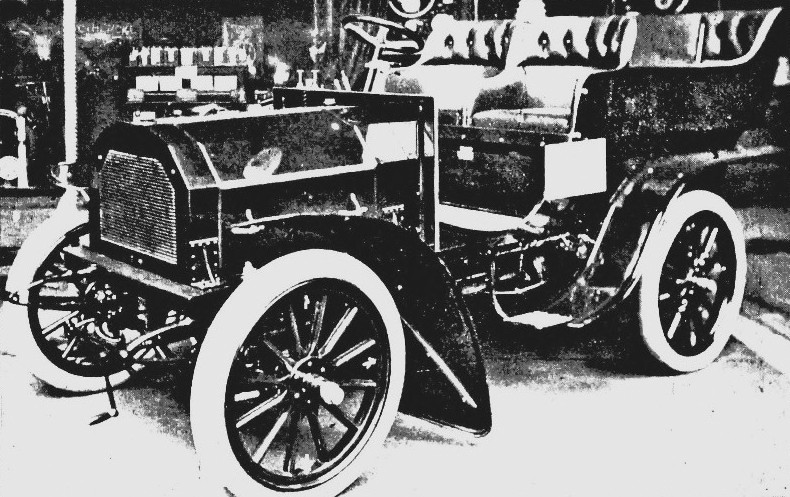
Royal Enfield 10 HP (1903)

Zwischen 1901 und 1905 stellte das Unternehmen auch Automobile her. Zum Einsatz kamen Einbaumotoren von De Dion-Bouton mit zunächst einem Zylinder und 6 PS, später auch Zweizylindermotoren mit 10 PS. Diese Produktion wurde 1906 an die Tochtergesellschaft Enfield Autocar ausgelagert, wo ab 1907 auch eine beschränkte Nutzfahrzeugherstellung hinzukam. Die Sparte wurde 1912 samt Markenrechten an Alldays & Onions verkauft. 1919 legte sie diese mit ihrer eigenen Automobil- und Nutzfahrzeugproduktion zusammen und produzierte als Enfield-Allday im ehemaligen Enfield-Werk Birmingham-Sparkbrook noch bis 1925. Mit dem Erwerb der Markenrechte konnten Enfield Autocar und Enfield-Allday auch den Royal Enfield Slogan „Built Like A Gun“ („gebaut wie ein Gewehr“) nutzen.